# Mark Pavelich
Mark Thomas Pavelich (Eveleth, 28 febbraio 1958 – Sauk Centre, 4 marzo 2021) è stato un hockeista su ghiaccio statunitense.

## Carriera
Si mise in luce a livello di giovanili, con la University of Minnesota-Duluth, tra il 1976 e il 1979, tanto da essere nominato per più volte nell'All-Stars Team.
Nel 1979 lasciò la scuola per entrare a far parte del team nazionale che si stava preparando per le Olimpiadi 1980. Giocò 53 incontri, mise a segno 45 punti e si guadagnò la convocazione per Lake Placid. La spedizione olimpica risultò inaspettatamente vittoriosa, e Pavelich si distinse per esser stato l'autore dell'assist che permise a Mike Eruzione di segnare il quarto e decisivo gol nella gara contro l'URSS che - di fatto - assegnò l'oro, e che è passata alla storia come Miracolo sul ghiaccio.
La stagione dopo le olimpiadi fu ingaggiato dall'HC Lugano (60 presenze con 24 gol e 49 assist - che gli valsero la convocazione per i mondiali 1981), ma ritornò in Nord America dopo una sola stagione.
Firmò con i New York Rangers, con cui rimase dal 1981 al 1986 per complessive 341 presenze (con 133 gol e 185 assist). Decise di ritirarsi dopo l'ultima stagione in cui aveva avuto problemi con il nuovo allenatore Ted Sator, ma il suo ex allenatore nella nazionale delle Olimpiadi - Herb Brooks - gli chiese di seguirlo ai Minnesota North Stars
Fu dunque scambiato con gli Stars (in cambio della seconda scelta del draft 1988), in cui però non trovò molto spazio (12 soli incontri nella stagione 1986-87).
Tornò dunque in Europa. Dopo una breve esperienza in Gran Bretagna, si accasò in Italia, all'Hockey Club Bolzano. Nelle due stagioni in biancorosso vinse lo scudetto nella prima (1987-88), e giunse terzo nella seconda (1988-89).
Si ritirò al termine di quest'ultima stagione, salvo ritornare sul ghiaccio nel 1991 per due ultimi incontri con i San Jose Sharks.

## Palmarès

### Nazionale
- Giochi olimpici: 1

Lake Placid 1980